# 2005-ös köztársaságielnök-választás Magyarországon
|                                             |                   |        |
| \| 2000 ← \| 2005. június 6–7. \| 2010 → \| |                   |        |
| 2000 ←                                      | 2005. június 6–7. | 2010 → |

| 2000 ← | 2005. június 6–7. | 2010 → |

|             |               |               |
|             |               |               |
| Elnökjelölt | Sólyom László | Szili Katalin |
| Párt        | –             | MSZP          |
| Szavazat    | 185           | 182           |

| Köztársasági elnök a választás előtt | Köztársasági elnök a választás után |
| Mádl Ferenc                          | Sólyom László                       |

A rendszerváltás utáni negyedik köztársaságielnök-választást Magyarországon 2005. június 6-án és 7-én tartották.
A 2005-ös elnökválasztás kiélezett mivolta miatt kiemelkedik a többi elnökválasztás közül. A 2005-ös eljárást a magyarországi elnökválasztások során addig nem tapasztalt intenzitású és jellegű politikai küzdelem előzte meg. A tényleges választási folyamat egy végsőkig kiélezett taktikai játékká vált, amely során az ellenfelek olyan látványos és szokatlan eszközöket, eljárásokat és trükköket vetettek be, amelyek sem az addigi, sem a későbbi elnökválasztásokon nem játszottak szerepet.
A választást szűk többséggel (főként az ellenzéki Fidesz támogatásának köszönhetően) a Védegylet jelöltje, az Alkotmánybíróság korábbi elnöke, Sólyom László nyerte meg a kormánypárti jelölttel, az akkori országgyűlési elnök Szili Katalinnal szemben. A választás felszínre hozta az MSZP baloldala és a Szabad Demokraták Szövetsége között feszülő mély ellentétet.

## A választás szabályai
A 2005-ös választást a Magyar Köztársaság Alkotmányának 29/B § (1)-(5) szakaszai alapján bonyolították le. 
A választás idején a köztársasági elnök jelöléséhez 50 országgyűlési képviselő ajánlása volt szükséges. A szavazás lefolytatható volt egy, illetve több jelölttel is. (A jelöltek lehetséges legmagasabb száma nem volt kötött, az 50 fős ajánlási limit azonban legfeljebb 7-re korlátozta a jelöltek számát, mivel egy képviselő csak egy ajánlást adhatott le.)
Az elnökválasztás legalább egy, legfeljebb három fordulóból állt, a választást három egymást követő nap alatt kellett lebonyolítani. A szavazás titkos volt, a képviselők szavazólapokon adták le voksaikat. 
Az első fordulóban a szavazatok kétharmadának megszerzésével válhatott a jelölt köztársasági elnökké. Fontos szabály volt, hogy az első forduló eredményeinek közzététele után újra kellett ajánlani a jelölteket, ezen újrajelölés alkalmával a jelölt visszaléphetett (pl. ha nem adták le számára az újabb 50 aláírást), illetve helyette (vagy mellette) másik jelölt kapcsolódhatott be a küzdelembe a választási folyamat újrakezdése nélkül.
A második fordulóban szintén a szavazatok kétharmadának megszerzése jelenthetett győzelmet. A második forduló után már csak a visszalépésre volt lehetőség, új jelölt csatasorba állítására már nem. 
A harmadik fordulóban már csak a második forduló két legtöbb szavazatot kapott jelöltje vehetett részt, ekkor már a leadott szavazatok egyszerű többsége is elég volt a tisztség elnyeréséhez.
Az önálló jelöléshez elegendő számú képviselőt csak két frakció, a kormányzó MSZP (178 képviselő) és a nagyobbik ellenzéki párt, a Fidesz (169 képviselő) tudott mozgósítani. Az Országgyűlés kisebb pártjainak (SZDSZ és MDF) nem volt meg a saját jelölt állításához szükséges 50 képviselője.

## Jelölési folyamat

### Korai aspiránsok és jelölések
A jelöltkeresés korszakából számos név maradt fenn, ám közülük csak kevesen jutottak el addig, hogy legalább egy nyilatkozat szintjén elvállalják a jelöltséget.
A baloldal részéről Szili Katalin kezdettől fogva a jelöltségre esélyes névként szerepelt. Jánosi György dobta be Kovács László nevét, aki vállalta volna a jelölést. 2004 végén Göncz Árpád lányát, Göncz Kingát is esélyesként hozták szóba, ám hiába volt elfogadható mindkét koalíciós párt számára, végül kikerült a jelöltállítási folyamatból. Erősebb tábora volt az MSZP-n belül Gönczöl Katalinnak, a korábbi ombudsmannak is. Főként nagyvállalkozók által támogatott aspiránsként  merült fel Lévai Katalin, aki el is vállalta volna a felkérést, de a párton belül nem volt valódi támogatottsága. A szocialista párt részéről többször szóba került Bihari Mihály jelölése, aki korábban Orbán Viktor egyetemi oktatója volt és volt tanítványával közismerten jó kapcsolatot ápolt, de Bihari mögül is hiányzott a politikai háttér.
Az SZDSZ-ben, a kormánykoalíció kisebbik pártjában is több jelölt neve merült fel. Viszonylag gyorsan elvetették Demszky Gábor budapesti főpolgármester és Kuncze Gábor pártelnök indítását. Támogatták volna viszont Gönczöl Katalin és Göncz Kinga jelölését, illetve támogathatónak találták Sólyom László jelölését is. A párt köréből a legtöbben Gombár Csabát szerették volna jelöltként látni,aki kész lett volna indulni a tisztségért. Az SZDSZ másik preferált jelöltje Bárándy Péter volt. Az ő közös jelölésére még az utolsó utáni percben is megpróbálták rávenni a szocialistákat, akik számára Bárándy erős liberális kötődése miatt nem volt elfogadható.
Az ellenzékben lévő jobboldal részéről leginkább Mádl Ferenc második jelölését preferálták, ám az államfő az idő múlásával egyre kevésbé mutatkozott hajlandónak egy újabb 5 éves periódus elvállalására. A jobboldal ez idő tájt vitathatatlanul legnépszerűbb alakja Orbán Viktor korábbi kormányfő volt, ő azonban szándékosan olyan kritériumokat (nem pártpolitikus, köztiszteletnek örvend) határozott meg az ideális jelölt ismérveként, amelyeknek ő maga nem felelt meg. A Fidesz részéről olyan információk is eljutottak más pártokhoz, hogy a Fidesz kész lenne támogatni a baloldalhoz kötődő, de aktívan már nem politizáló személyek megválasztását is. Így merült fel Pozsgay Imre és Németh Miklós jelöltsége is. Szintén pártok felett álló jelöltként került szóba Vizi E. Szilveszter és Szabó István neve.

### Sólyom László jelölése
Sólyom László jelölése a nyilvánosság számára akkor vált ismertté, amikor 2005 február végén számos művész, tudós és aktivista nyílt levélben fordult az országgyűlési képviselőkhöz, amelyben Sólyom megválasztására kérték őket. A jelöltet formálisan Schiffer András és Jávor Benedek ajánlotta a képviselők figyelmébe.
A jobboldalt vezető Fidesz számára akkor vált fontos kérdéssé a köztársasági elnök jelölésének kérdése, amikor Mádl Ferenc regnálásának félidejénél jelezte, hogy nem kíván újabb 5 évre köztársasági elnök maradni. A Fidesz vezetői megkísérelték meggyőzni a köztársasági elnököt a folytatásról, ő azonban hajlíthatatlan volt, 2005 tavaszán a nagy nyilvánosság előtt is kijelentette, hogy befejezni szándékozik politikai pályafutását. A jobboldali pártok legfőbb problémája az volt, hogy a parlamentben az országot irányító szociálliberális koalíciónak többsége volt, az általuk jelölt Szili Katalin pedig a kor egyik legnépszerűbb hazai politikusa volt, akit a jobboldali szavazók közül is sokan elismertek.
2005 áprilisában a Fidesz országos szimpátiaszavazást rendezett a jobboldal államfőjelöltjének személyéről. A párt öt jelöltet vett fel szavazólapjára, Mádl Ferencet, Szili Katalint, Glatz Ferencet és Gombár Csabát, illetve a Védegylet által ajánlott Sólyom Lászlót is. A Fidesz házi jelöltállító szavazását Mádl Ferenc nyerte meg, második helyen Sólyom László végzett. A Védegylet által 2005 februárjában jelölt Sólyom nem csak a Fidesznek, de az MDF-nek is megfelelt. 2005 május végén már ismertté vált az, hogy az MSZP Szili Katalint jelöli majd, akinek támogatásától az SZDSZ elzárkózott, így remény volt arra, hogy Sólyom László sikeres ellenjelöltje lehet az Országgyűlés elnökének. A Fidesz ezért úgy döntött, hogy nem állít saját jelöltet, hanem Sólyom László jelölését támogatja. A tényleges köztársasági elnök-jelöltséghez szükséges képviselői aláírásokat a Fidesz-frakció 70, és az MDF frakció 8 tagja 2005. május 30-án adta le a házelnöknek.

### Szili Katalin jelölése
Szili Katalin jelölésének fő problémája az volt, hogy megválasztásához mindenképpen szüksége volt a másik kormánypárt, az SZDSZ szavazataira is. Szili Katalin házelnöki pályafutása alatt többször is konfliktusba keveredett pártja koalíciós partnerével, az SZDSZ-szel. A Szili-SZDSZ konfliktusok egy emlékezetesebb pillanata volt, amikor Szili Katalin – a Fidesz kérésének megfelelően – nem volt hajlandó kinevezni a Állambiztonsági Szolgálatok Történeti Levéltárának főigazgató-helyettesévé az SZDSZ-es kötődésű Gyekiczki Andrást. Az SZDSZ-szel fennálló konfliktust csak tovább mélyítette, hogy Szili a 2004-es népszavazás kampánya idején az SZDSZ-szel látványosan szembehelyezkedve „lelkiismereti szavazásra” buzdított. Szili Katalin támogatásától az SZDSZ képviselőcsoportja kezdettől fogva elzárkózott, azonban elzárkózásuk konkrét okát soha nem jelölték meg. A Szili Katalinnal kapcsolatban nyilvánosan megjelölt legkonkrétabb kifogás az volt, hogy Szili aktív pártpolitikus.
Az SZDSZ az elnökválasztás közeledtével ki is jelentette, hogy nem akarnak a pártokhoz kötődő köztársasági elnököt, helyette a napi pártpolitikától független művészt, tudóst vagy sportolót tudnának elképzelni.
A Magyar Szocialista Párt több jelöltet is a koalíciós társ elé tárt, így Horn Gyulát, Bárándy Pétert, Szili Katalint és Glatz Ferencet, az SZDSZ jelezte, hogy Horn Gyulára és Szili Katalinra azok pártkötődése miatt nem hajlandók szavazni.
Az MSZP választmánya két jelöltet, Szili Katalint és Glatz Ferencet ajánlotta a párt kongresszusa számára. Az MSZP jelöltválasztó kongresszusát 2005. április 15-én, Budapestre hívták össze. A jelöltállító szavazást végül Szili Katalin nyerte meg a leadott szavazatok 57%-ával. A kongresszusi jelöltállítás eredményét később többen is úgy értékelték, hogy az a MSZP népi baloldalának sikeres lázadása volt a liberálisokkal szövetkező és azokkal akár a saját baloldalával szemben is együtt politizáló szocialista pártelit ellen.
Szili Katalin ténylegesen május 23-án vált elnökjelölté, amikor az MSZP-frakció 177 tagjának aláírásával ellátott jelölőív megérkezett az Országgyűlés Hivatalához.
Az SZDSZ vezetői Szili Katalin jelölése után sem mutattak hajlandóságot Szili megszavazására. A választáshoz közeledve mindkét koalíciós párt álláspontja megmerevedett, elhatározásából egyik sem akart engedni. A kettejük közötti huzavona egyre inkább a játékelmélet egyik tipikus játékhelyzetére, a Gyáva nyúl-játékra emlékeztetett.

## A választás

### Első forduló és utójátéka
Az elnökválasztás megkezdését június 6-án, hétfőn 14:55-kor jelentette be az Országgyűlés ülését elnöklő Mandur László. A 40 percig tartó titkos szavazás az Országház dunai folyosóján zajlott. Az SZDSZ képviselői felvették a szavazólapot, majd vissza is adták, így ők nem adtak le szavazatot. Az MSZP és az MDF frakciók tagjai valamennyien szavaztak.
A szavazás megkezdésekor mindenki váratlanul ért a hír, hogy Orbán Viktor a szavazás megkezdésének időpontjára frakcióülést hívott össze az Országház vadásztermébe. Orbán taktikai "röpgyűlése" annyira váratlanul érte a frakció tagjait, hogy néhányan már csak a szavazólapért sorba állván értesültek a frakcióülésről. A frakcióülésen a pártelnök rövid beszédet mondott párttársai előtt, a terméketlen erkölcsi győzelmek helyett a kormánypártok tényleges legyőzésének esélyét lebegtette meg a képviselők előtt, majd beszéde végén lényegi magyarázat nélkül felkérte a képviselőket, hogy ne vegyék fel szavazólapjaikat és ne adjanak le szavazatokat. A frakcióülésre késve érkező Tölgyessy Péter tett egy kísérletet párttársai meggyőzésére. Azzal érvelt, hogy a Sólyom László látszólagos cserbenhagyása kifejezetten rossz színt vet a Fideszre, kísérlete azonban sikertelen maradt. A Fidesz képviselői a 40 perc letelte után visszatértek az ülésterembe.
| Köztársasági elnökválasztás, 2005 (első forduló, 2005. június 6. 14:55) | Köztársasági elnökválasztás, 2005 (első forduló, 2005. június 6. 14:55) | Köztársasági elnökválasztás, 2005 (első forduló, 2005. június 6. 14:55) | Köztársasági elnökválasztás, 2005 (első forduló, 2005. június 6. 14:55) |
| Jelölt                                                                  | Jelölő párt                                                             | Szavazat                                                                | %                                                                       |
| ----------------------------------------------------------------------- | ----------------------------------------------------------------------- | ----------------------------------------------------------------------- | ----------------------------------------------------------------------- |
| Szili Katalin                                                           | Magyar Szocialista Párt                                                 | 183                                                                     | 47,5                                                                    |
| Sólyom László                                                           | Független                                                               | 13                                                                      | 3,7                                                                     |
| Nem szavazott                                                           | Nem szavazott                                                           | 186                                                                     | 48,3                                                                    |
| Érvénytelen szavazat                                                    | Érvénytelen szavazat                                                    | 3                                                                       | 0,8                                                                     |
| Összes szavazat                                                         | Összes szavazat                                                         | 199                                                                     | 51,6                                                                    |
| Összes szavazó                                                          | Összes szavazó                                                          | 385                                                                     | 100,00                                                                  |

Az első forduló eredményét a szocialista párt képviselői részéről bizakodó taps és arcok fogadták, a miniszterelnök mellett helyet foglaló Szili Katalin mosolyogva köszönte meg az őt támogató szavazatokat. A páholyban helyet foglaló Sólyom László rezzenéstelen arccal hallgatta az eredményt. (Jelent meg olyan tudósítás is, amely szerint az eredmény láthatóan megviselte Sólyom Lászlót.)
Az eredmények ismertetése után jól érezhető bizonytalanság lett úrrá mind a képviselőkön, mind az eseményeket figyelő sajtón. Az új jelölt állítására adott idő rendkívül rövid volt. Az eredményeket 16:25-kor ismertették, a második fordulóra történő jelöltállítás határidejét 20:00 órában határozták meg, így az információszerzésre és -értékelésre, a stratégiák átgondolására mindössze három órája volt a pártoknak. A pártokat a saját stratégiájukat érintő dilemmák foglalkoztatták a leginkább.
- A Szocialista Párt vezetői Gyurcsány Ferenc parlamenti irodájában gyűltek össze az eredmények értékelésére. A párt 178 képviselővel bírt, Szili Katalinra viszont 183 szavazat érkezett, tehát Szili erős jelöltnek látszott, mivel saját pártjának képviselőin túl öt másik képviselő is rá szavazott. A plusz szavazatok közül mindössze kettőt tudtak "megfejteni", egyiket a saját frakciójával szembemenő SZDSZ-es Mécs Imre adta le, egy másikat pedig a független Balogh Gyula. A másik három Szili-szavazó kiléte ismeretlen maradt. A tanácskozás alatt felmerült Szili visszaléptetésének lehetősége, az SZDSZ által is megszavazható Glatz Ferenc vagy Kósáné Kovács Magda jelölése. A párt vezetőivel tartott gyors konzultáción Magyar Bálint Bárándy Péter jelölését indítványozta, de a szocialistákat kötötte a párt elnökjelölt-állító kongresszusának határozata, ráadásul az új jelölt beállítása az idő rövidsége miatt is nehezen kivitelezhetőnek tűnt. A szocialista politikusok hangulata a plusz szavazatok miatt bizakodó volt, úgy határoztak, hogy Szili Katalin lesz a párt jelölte a második fordulóra is. A Szili újrajelöléséhez szükséges aláírásokat a jelöltállítási határidő előtt több mint egy órával le is adták.[18]
- A Fidesz képviselőcsoportja az első forduló eredményeinek ismertetése után sajtótájékoztatót hirdetett, ahol Áder János értékelte a szavazás eredményeit. Áder a Fidesz frakciójának távolmaradását azzal indokolta, hogy a párt le akarta leplezni a nyilvánosság előtt Sólyom Lászlót támogató, valójában azonban Szili Katalinra szavazó jobboldali képviselőket. Áder úgy értékelte, hogy ha az MDF és az abból kivált független képviselők mindegyike Sólyom Lászlóra szavazott volna, akkor Sólyomnak nem 13, hanem 16 szavazatot kellett volna kapnia. A 13 Sólyom-szavazatból azonban valójában csak 11 származhatott az MDF és Nemzeti Fórum képviselői közül, mivel két fideszes képviselő (Tölgyessy Péter és Vincze László) már csak szavazatának leadása után értesült a Fidesz távolmaradásáról, ők pedig bizonyítottan Sólyomra szavaztak. Áder János "vakondok" névvel illette az ellenfél jelöltjét közvetlenül vagy érvénytelen szavazat leadásával támogató jobboldali képviselőket.[19][20][21] A vakondokról később kiderült, hogy valójában nem MDF-es képviselők, hanem a Fidesszel tartó Nemzeti Fórum független képviselői voltak. A későbbiek során sem tisztázódott, hogy Horváth Balázs csoportjának átszavazása a Nemzeti Fórum saját ötlete, vagy a Fidesszel egyeztetett akció volt-e.[22]

Török Gábor az eseményeket úgy értékelte, hogy a Fidesz távolmaradási taktikája valójában stratégiai jelentőségű csapást mért az MSZP ambícióira. Ha ugyanis a Fidesz szavazott volna, akkor Sólyom László az első fordulóban sokkal szorosabb eredményt ért volna el, a szocialisták pedig még az esti újrajelölés előtt belátták volna Szili esélytelenségét, ezért egy SZDSZ által is elfogadható jelölttel álltak volna elő, akit az Országgyűlés meg is választott volna. Török szerint Orbán taktikájának legfőbb eredménye az volt, hogy a szocialisták reményeit életben tartván megelőzte azt, hogy a baloldali párt idejekorán visszaléptesse Szilit. Török felvetette azt is, hogy a Szili Katalinra adott három, ismeretlen eredetű szavazatot valójában nem a Szili iránti rokonszenv, hanem konkrétan a Fidesznek a Szili visszaléptetését megakadályozni akaró stratégiája eredményezte. További hozadék, hogy a Fidesz csapást mért egykori koalíciós partnerére és a baloldallal való együttműködéssel vádolta meg az MDF-et, amely a jobboldali választók rokonszenvéért folytatott küzdelemben volt fontos.

### Második forduló
A második fordulóra az MSZP 177 aláírással ismét Szili Katalint, a Fidesz 159 és az MDF nyolc képviselője pedig ismét Sólyom Lászlót jelölte. A Fidesz számolt azzal az eshetőséggel, hogy a kormánykoalíció pártjai Szili első forduló utáni visszavonásával, majd Sólyom második fordulóban történő leszavazásával ellehetetlenítik az elnökválasztási folyamatot, így nyervén időt egy közös kormánykoalíciós jelölt megtalálásra. Ezért a Fidesz felkészült egy „kamikaze-jelölt” harcba indítására is, akit abban az esetben neveztek volna a második fordulóra, ha Sólyom László egyedül marad. E lépéssel megakadályozták volna, hogy a kormánypárti képviselők nem-szavazatot adjanak le, mivel csak két ellenzéki jelölt közül lehetett volna választani. Erre a forgatókönyvre Szili újrajelölése miatt nem került sor.
A választás második fordulóját másnap, június 7-én rendezték. A 40 percig tartó szavazásra délelőtt 10 órakor került sor.
Az SZDSZ-től eltekintve valamennyi frakció szavazott, a liberális párt képviselői Mécs Imre kivételével ezúttal is visszaadták szavazólapjaikat.
A Fidesz újabb taktikai húzással készült a második fordulóra. Orbán Viktor az esetleges átszavazásokat megakadályozandó elrendelte a Fidesz képviselőinek kölcsönös ellenőrzését. Az (elvileg titkos) szavazatot leadó képviselőknek meg kellett mutatniuk a már kitöltött szavazólapot egy frakciótársuknak, akivel együtt kellett bemenniük a szavazófülkébe. A sajtónak és a fideszes Hende Csabának mutatták be szavazataikat az MDF-ből kiszakadt Nemzeti Fórum független képviselői. A felfokozott hangulatot jól jelezte, hogy a szavazás kezdetén Dávid Ibolya MDF-elnök összeesett.
| Köztársasági elnökválasztás, 2005 (második forduló; 2005. június 7. 10:00) | Köztársasági elnökválasztás, 2005 (második forduló; 2005. június 7. 10:00) | Köztársasági elnökválasztás, 2005 (második forduló; 2005. június 7. 10:00) | Köztársasági elnökválasztás, 2005 (második forduló; 2005. június 7. 10:00) |
| Jelölt                                                                     | Jelölő párt                                                                | Szavazat                                                                   | %                                                                          |
| -------------------------------------------------------------------------- | -------------------------------------------------------------------------- | -------------------------------------------------------------------------- | -------------------------------------------------------------------------- |
| Sólyom László                                                              | Független                                                                  | 185                                                                        | 48                                                                         |
| Szili Katalin                                                              | Magyar Szocialista Párt                                                    | 178                                                                        | 46,2                                                                       |
| Nem szavazott                                                              | Nem szavazott                                                              | 20                                                                         | 5,1                                                                        |
| Érvénytelen szavazat                                                       | Érvénytelen szavazat                                                       | 2                                                                          | 0,05                                                                       |
| Összes szavazat                                                            | Összes szavazat                                                            | 365                                                                        | 94,8                                                                       |
| Összes szavazó                                                             | Összes szavazó                                                             | 385                                                                        | 100,00                                                                     |

Mandur László 11:20-kor ismertette az eredményeket. Az eredmények a Szocialista Párt szempontjából kifejezetten nyugtalanítóak voltak. Szili 178 szavazatot kapott, tehát látszólag megszerezte a szocialista frakció összes tagjának szavazatait. Ez azonban csak a látszat volt, hiszen Mécs Imre saját frakciójával szembemenve Szilit támogatta, illetve Szilire szavazott a független Balogh Gyula is, ami azt jelentette, hogy az MSZP frakciójában olyanok bukkantak fel, akik nem Szilire szavaztak. Az MSZP-ben Szili támogatásának megingását látván felvetették, hogy a jelöltet vonják vissza. Ekkor a szocialista párt új jelöltet már nem állíthatott volna, de a harmadik fordulóban egyedüli jelöltként szereplő Sólyom László megválasztását a kormánykoalíció egységes nem szavazatával még megakadályozhatták volna, kicsikarván ezzel az egész választási folyamat újrakezdését. Szili visszahívására azonban ezúttal sem került sor, a szocialisták bíztak benne, hogy meg tudnak egyezni az SZDSZ frakciójával, vagy legalább rávenni elegendő számú SZDSZ-es képviselőt a szavazásra. A második forduló után Gyurcsány Ferenc miniszterelnök az SZDSZ frakcióülésére látogatott, ahol megkísérelte rávenni a liberális képviselőket a Szili Katalint támogató szavazat leadására. Az SZDSZ-ben kezdett a frakciófegyelem fellazulni: a képviselőcsoport határozatával már addig is  látványosan szembeszegülő Mécs Imre mellett Wekler Ferenc és Béki Gabriella is kérte, hogy Szilire szavazhasson.
A Fidesz vezetését a második forduló után meglegyintette az kormánypártok és a vetélytárs MDF felett aratott győzelem szele. Újabb frakcióülést tartottak, amely után Áder János ismét keményen bírálta a szerinte a szavazatokkal kupeckodó MDF-et. Áder azzal vádolta az MDF-et, hogy több tízmillió forintért három szavazatukat eladták a baloldalnak.

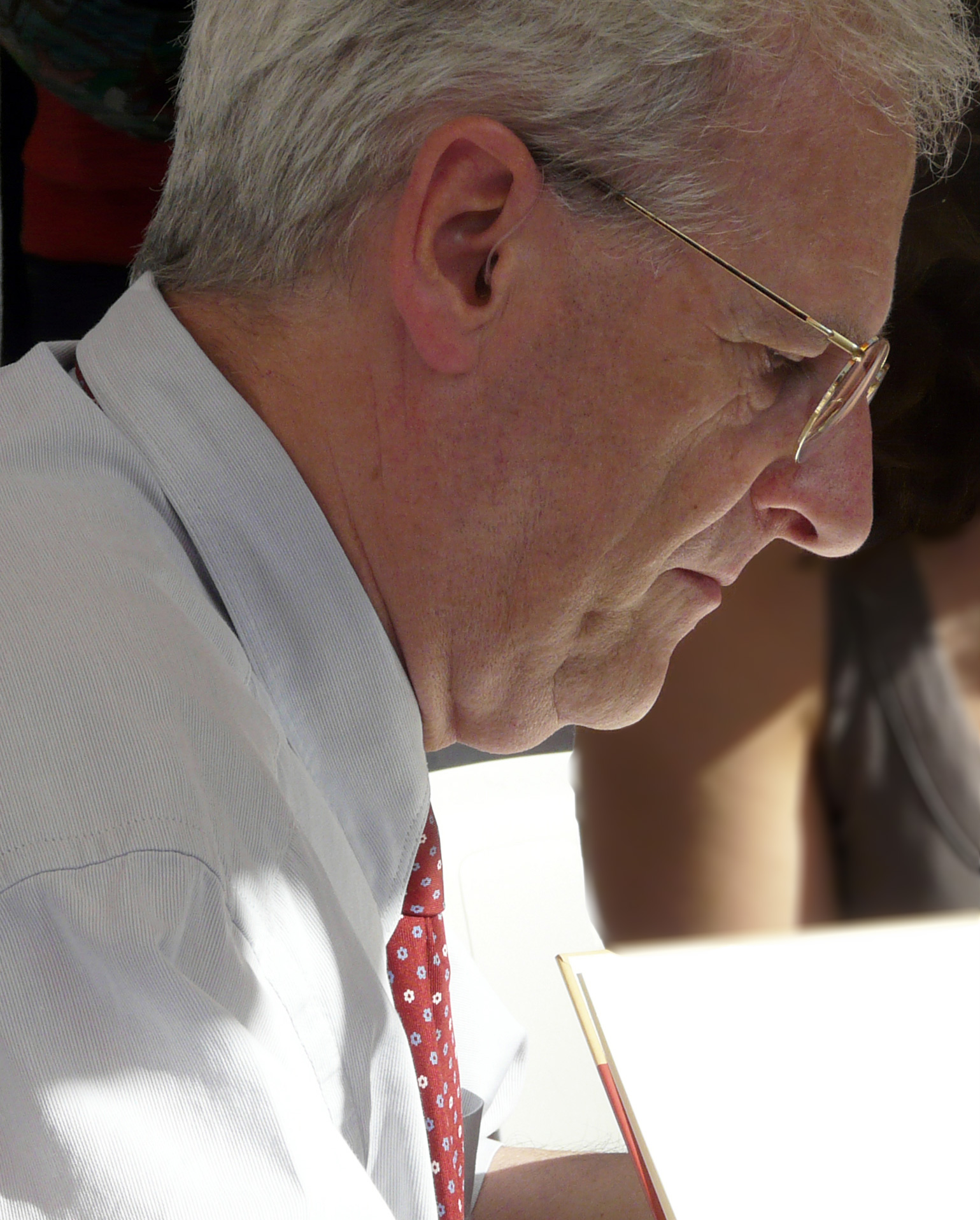
Sólyom László

### Harmadik forduló
A harmadik forduló szavazása 14:00-kor kezdődött. Ebben a fordulóban az érvénytelen szavazatok és a nem szavazó képviselők nem a szabályok szerint már nem számítottak bele az eredménybe, így csak a leadott szavazatok többségét kellett megkapni a győzelemhez. Tehát, amennyiben nem alakul ki szavazategyenlőség, a legtöbb szavazatot kapó jelölt nyeri meg a választást. A fordulóban valamennyi képviselőcsoport részt vett, az SZDSZ-es képviselők közül hárman szavaztak, a többiek ismét visszaadták a szavazólapot. A voksoláson a felszólítás ellenére a képviselők továbbra is ellenőrizték egymás szavazatait. Így fordulhatott elő, hogy a fideszes Kósa Lajos új szavazólapot kéretett egy képviselőtársának, aki figyelmetlenségből véletlenül Szili Katalinra szavazott. A szavazást követően hatalmas volt a bizonytalanság, a szocialisták Sólyom győzelmét, a fideszesek Szili Katalin győzelmét számolták ki. A szavazás eredményét 15:29-kor kezdte ismertetni az ülést vezető Mandur László.
| Köztársasági elnökválasztás, 2005 (harmadik forduló; 2005. június 7. 14:00) | Köztársasági elnökválasztás, 2005 (harmadik forduló; 2005. június 7. 14:00) | Köztársasági elnökválasztás, 2005 (harmadik forduló; 2005. június 7. 14:00) | Köztársasági elnökválasztás, 2005 (harmadik forduló; 2005. június 7. 14:00) |
| Jelölt                                                                      | Jelölő párt                                                                 | Szavazat                                                                    | %                                                                           |
| --------------------------------------------------------------------------- | --------------------------------------------------------------------------- | --------------------------------------------------------------------------- | --------------------------------------------------------------------------- |
| Sólyom László                                                               | Független                                                                   | 185                                                                         | 47,9                                                                        |
| Szili Katalin                                                               | Magyar Szocialista Párt                                                     | 182                                                                         | 47,1                                                                        |
| Nem szavazott                                                               | Nem szavazott                                                               | 17                                                                          | 4,4                                                                         |
| Érvénytelen szavazat                                                        | Érvénytelen szavazat                                                        | 1                                                                           | 0,2                                                                         |
| Összes szavazat                                                             | Összes szavazat                                                             | 368                                                                         | 95,5                                                                        |
| Összes szavazó                                                              | Összes szavazó                                                              | 385                                                                         | 100,00                                                                      |

A bejelentést a szocialista oldalról illedelmes, az ellenzék oldaláról dübörgő taps, illetve leplezetlen ujjongás fogadta. A megválasztott Sólyom László az ülésterem közepén letette a köztársasági elnöki esküt, esküje után pedig fogadta az elnökké választása alkalmából neki gratulálókat, így Szili Katalint, Gyurcsány Ferencet és a parlamenti pártok elöljáróit is. Rövid beszédben köszöntötte és méltatta a megválasztott elnököt Mádl Ferenc. Sólyom László válaszbeszédében köszönetet mondott az őt jelölő Védegyletnek. Megemlékezett a magyar alkotmányosságról, amelynek védelmét ígérte, illetve szorgalmazta a kormányzati és civil szféra együttműködését. Beszéde végén Sólyom László már a parlamenti patkó közepén, az elnöki bársonyszékben foglalt helyet.

## A választás politikai következményei
Sólyom László 2010-ig volt a Magyar Köztársaság elnöke. Elnöksége 2006 utáni időszaka meglehetősen kellemetlen társbérlete volt Gyurcsány Ferenc kormányának, mivel az elnök számos kormányzati reformtörekvés megvalósulását késleltette vagy hiúsította meg azzal, hogy a már elfogadott törvényt megfontolásra visszaküldte az Országgyűlésnek, vagy elküldte az Alkotmánybíróságnak. (pl. GYES-ről szóló törvény, kitüntetésekről szóló törvény, önkormányzati társulásokról szóló törvény)

Szili Katalin 2005 után még négy évig volt az országgyűlés elnöke, de egyre jobban eltávolodott a Gyurcsány Ferenc körül csoportosuló pártvezetéstől. Szili 2009-ben azzal az indoklással távozott az Országgyűlés elnöki székéből, hogy a párt új, addiginál baloldalibb programján kíván dolgozni. Később kilépett a Szocialista Pártból is és egyre közelebb került a Fideszhez.
Az SZDSZ frakciójából a harmadik fordulóban kiszavazó képviselőket a pártvezetés megbüntette. A döntés szerint a kiszavazók csak egyéni választókerületben indulhattak volna a következő választásokon. Ez lényegében egyet jelentett a képviselői pályafutás végével, hiszen az akkor már 5-7%-os népszerűségű SZDSZ jelöltjeinek minimális esélye volt az egyéni mandátum megszerzésére. Válaszul Mécs Imre felhagyott SZDSZ-es szereplésével, 2006-ban már az MSZP országos listájáról szerzett mandátumot. A másik két képviselő esetében az SZDSZ nem tartotta be saját vállalását: Wekler Ferenc 2006-ban az SZDSZ egyéni képviselőjelöltjeként, megyei és országos listán is indult, de nem szerzett mandátumot, Béki 2006-ban az SZDSZ országos listájának nyolcadik helyéről szerzett újabb mandátumot.

Az elbukott választás igencsak próbára tette a kormányoldal pártjainak viszonyát. Az MSZP-ben néhányan nyilvánosan adtak hangot a liberálisokkal szembeni elégedetlenségüknek, így Suchman Tamás kijelentette, hogy a 2006-os választás után már nem kellene koalícióra lépni az SZDSZ-szel. A kormánykoalíció újragondolását javasolta Toller László.
Az MSZP 5-7% közötti népszerűségvesztést várt az elbukott elnökválasztástól, a következő időszak azonban ezt a várakozást nem igazolta. Gyurcsány Ferenc vezetésével az MSZP népszerűsége nőni kezdett, a 10 hónap múlva megtartott választásokon pedig a szocialisták a 2002-esnél jobb eredménnyel legyőzték a Fideszt.